# Lobogeniates alvarengai
Lobogeniates alvarengai är en skalbaggsart som beskrevs av Martinez 1958. Lobogeniates alvarengai ingår i släktet Lobogeniates och familjen Rutelidae. Inga underarter finns listade i Catalogue of Life.